# Цирил Космач
Космач (Kosmač) Цирил (*28 вересня 1910, село Слап, Словенське Примор'я — †28 січня 1980, Любляна) — словенський письменник та сценарист. Член Словенської академії наук і мистецтв.
Також політв'язень італійських тюрем, югославський дипломат. Під час Другої світової війни — агент британських спецслужб.

## Біографія
Навчався 1928—1929 в комерційному училищі міста Гориці. Наприкінці 1920-х років, коли його рідний регіон став частиною Італії, Космач приєднався до терористичної організації TIGR. За підривну діяльність 1929-1930 був відправлений в італійську в'язницю в Римі, але наступного року звільнений і втік до Югославії. Там він отримав французьку стипендію та виїхав до Парижа, де працював у посольстві Королівства сербів, хорватів і словенців.
1940, після ліквідації Королівства та Франції, знову стає втікачем — тепер до Лондона, де він працював у Всесвітній службі Бі-бі-сі. 1943 британська спецслужба відправила його в Каїр, а з 1944 він безпосередній учасник Другої світової війни на боці терористичних комуністичних угруповань.

### Творчість
Перший твір Цирила Космача — оповідання «Паламар Мартин» (1933), в центрі якого оригінальний народний характер. Основною темою його творів є життя Словенського Примор'я, процеси суспільного розвитку краю. В романі «Весняний день» (1953) подано широку панораму словенського села в період після Першої світової війни. Повість «Смерть безневинного велетня» (1952) та роман «Балада про сурму та хмаринку» (1957) — пристрасна розповідь про випадкових учасників терористичних загонів Тіто.
Космач — майстер психологічної новели (збірки «Щастя і хліб», 1946; «З моєї долини», 1958). Автор повісті «Тантадруй» (1959), де зображені знедолені, принижені мешканці сільських закутків, кіносценарію «На своїй землі» (1949).
Окремі твори Цирила Космача переклав Віль Гримич.